# 傑茲卡茲甘州
傑茲卡茲甘州 （俄语：Джезказганская область、哈薩克語：‎）是哈薩克蘇維埃社會主義共和國和哈薩克斯坦的一個舊州，位於該國中部。面積314,000平方公里，1991年人口496,000人。首府傑茲卡茲甘。
1973年自卡拉干達州分出，1997年合併回卡拉干達州。